# Stipa brandisii
Stipa brandisii är en gräsart som beskrevs av Carl Christian Mez. Stipa brandisii ingår i släktet fjädergrässläktet, och familjen gräs. Inga underarter finns listade i Catalogue of Life.